# إيزابيل ماير
إيزابيل ماير (بالإنجليزية: Isabelle Meyer) (و. 1987  م) هي لاعبة كرة قدم، من سويسرا، تلعب كلاعبة وسط.

## روابط خارجية
- إيزابيل ماير على موقع الاتحاد الأوربي (الإنجليزية)
- إيزابيل ماير على موقع قاعدة بيانات كرة القدم.إي يو (الإنجليزية)
- إيزابيل ماير على موقع بيانات كرة القدم. دي إي (الألمانية)
- إيزابيل ماير على موقع Soccerway.com (الإنجليزية)
- إيزابيل ماير على موقع عالم كرة القدم.نت (الإنجليزية)